# Heterozetes aquaticus
Heterozetes aquaticus är en kvalsterart som först beskrevs av Banks 1895.  Heterozetes aquaticus ingår i släktet Heterozetes och familjen Heterozetidae. Inga underarter finns listade i Catalogue of Life.